# District de Zhongzhan
Le district de Zhongzhan (中站区 ; pinyin : Zhōngzhàn Qū) est une subdivision administrative de la province du Henan en Chine. Il est placé sous la juridiction de la ville-préfecture de Jiaozuo.